# 문의청남대 나들목
문의청남대 나들목(Munui-Cheongnamdae IC)은 충청북도 청주시 상당구 가덕면 국전리에 설치된 서산영덕고속도로의 18번 나들목이다. '문의'라는 명칭과 달리 실제 나들목 위치는 가덕면에 있지만, 나들목 진출입로 및 요금소는 문의면 미천리와 접하고 있다. 2007년 11월 28일 당진상주고속도로 청원 ~ 상주 구간이 개통되면서 문의 나들목으로 개통되었으며, 2021년 10월 22일에 현재의 문의청남대 나들목으로 변경되었다. 인근에 대청댐, 문의 문화재 단지, 청남대가 있으며, 문의네거리에서 32번 지방도를 통해 신탄진 방면으로 갈 수 있다. 또한 이 나들목의 북쪽으로 진출하여 남일면, 상당구청, 충청북도청 등지로도 갈 수 있다. 청남대는 이 나들목 남쪽의 문의네거리에서 12km 떨어져 있다. 

## 연혁
- 2007년 11월 28일 : 당진상주고속도로 청원 분기점 ~ 낙동 분기점 구간 개통과 함께 문의 나들목으로 영업 개시[1]
- 2021년 10월 22일 : 문의청남대 나들목으로 개칭[2]

## 구조물 정보
- 위치: 충청북도 청주시 상당구 가덕면 국전리
- 영업소: 충청북도 청주시 상당구 문의면 서산영덕고속도로 128

## 접속하는 도로
- 국가지원지방도 제32호선 (미천고은로)
- 간접 연결 : 지방도 제509호선 (회남문의로, 문의사거리 이용)

## 교통량 정보
| 요금소        | 통행량 (대/일) | 통행량 (대/일) | 통행량 (대/일) | 통행량 (대/일) | 통행량 (대/일) | 통행량 (대/일) | 통행량 (대/일) | 통행량 (대/일) | 통행량 (대/일) | 통행량 (대/일) | 각주  |
| 요금소        | 2007년         | 2008년         | 2009년         | 2010년         | 2011년         | 2012년         | 2013년         | 2014년         | 2015년         | 2016년         | 각주  |
| ------------- | -------------- | -------------- | -------------- | -------------- | -------------- | -------------- | -------------- | -------------- | -------------- | -------------- | ----- |
| 문의 (폐쇄식) | 1,963          | 2,834          | 3,491          | 3,823          | 3,412          | 3,499          | 3,613          | 3,596          | 3,637          | 3,683          | [ 3 ] |
| 요금소        | 2017년         | 2018년         | 2019년         |                |                |                |                |                |                |                | [ 3 ] |
| 문의 (폐쇄식) | 3,818          | 3,869          | 3,968          |                |                |                |                |                |                |                | [ 3 ] |